# Rita Longa

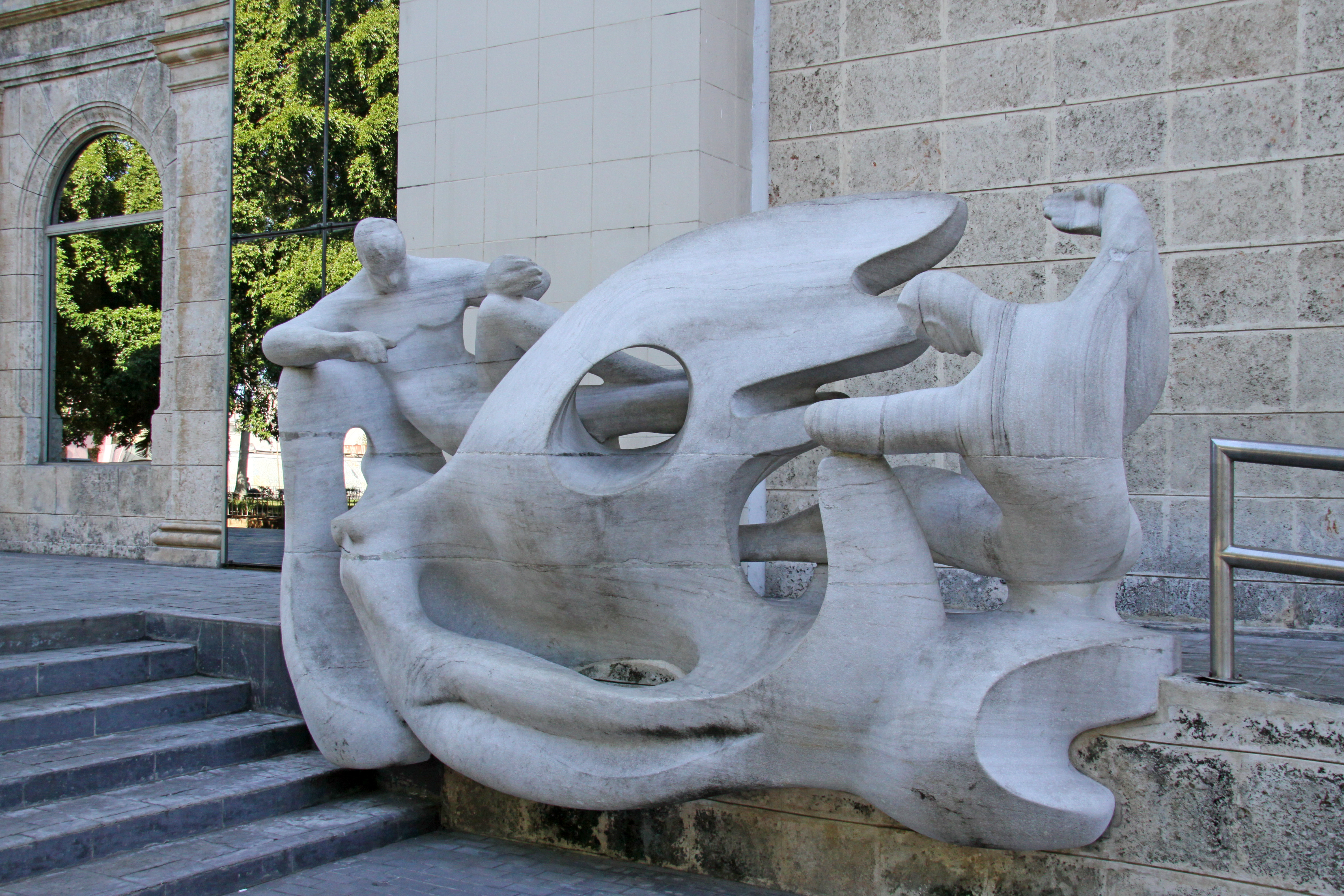
Forma, espació, luz of Form, Space, Light (1953), Palacio de Bellas Artes in Havana

Rita Longa (Havana, 14 juni 1912 – aldaar, 29 mei 2000) was een Cubaanse beeldhouwster.

## Leven en werk
Rita Longa Aróstegui begon in 1928 haar beeldhouwopleiding aan de Academia Nacional de Bellas Artes San Alejandro in Havana. Reeds in 1930 en 1932 nam zij deel aan groepstentoonstellingen. Haar eerste solo-expositie volgde in 1934 in de galerie van de Lyceum Lawn Tennis Club in Havana. Haar werken bevinden zich onder andere in Havana en Santiago de Cuba in Cuba, Madrid en Oleiros in Spanje en Belgrado in Servië. Naast vele beeldhouwprijzen in Cuba, ontving zij in 1951 de gouden medaille van de Exhibition of the Architectural League of New York voor haar werk Cancer. In 1968 nam zij deel aan de Cubaanse inzending van de Biënnale van Venetië. Haar werk Fuente de las Antillas uit 1977 geldt als een van haar beste werken en mede door haar inzet werd Las Tunas de Capital de la escultura en Cuba en de vierde biënnale van Las Tunas in 2006 werd ter herinnering aan Rita Longa de Bienal de Escultura Rita Longa - Las Tunas.
In 1995 ontving zij, samen met de beeldhouwer Agustín Cárdenas, in Havana de Premio Nacional de Artes Plásticas.

## Werken (selectie)
- 1945 Cancer, Hospital Oncológico in Havana
- 1947 Grupo familiar, Havana Zoo
- 1947 Fuente de los martires, Havana
- 1948 Virgen del Camino, Havana
- 1949 Ballerina in de entree van Cabaret Tropicana in Havana
- 1950 La Ilusión in de foyer van Cine Payret in Havana
- 1953 Forma, espacio, luz (marmer) voor het Palacio de Bellas Artes in Havana
- 1959 La muerta del cisne in de tuin van het nationaal theater in Havana
- 1973 Martí en El bosque de los Héroes in Santiago de Cuba
- 1974 Martí, een reliëf in Madrid (Spanje)
- 1977 Fuente de las Antillas in Las Tunas, de hoofdstad van de provincie Las Tunas
- 1979 Majagua X, ambassade Cuba bij de UNESCO
- 1982 Gallo de Morón in Ciego de Ávila
- 1991 Monumento Martí in Oleiros (Spanje)
- 1994 Clepsidra in Hotel Tryp Habana Libre